# Wir selbst
Wir selbst (Eigenschreibweise: wir selbst) war eine zwischen 1979 und 2002 herausgegebene deutsche Zeitschrift. Sie bezeichnete sich selbst als nationalrevolutionär ausgerichtet und zählte zu den Sprachrohren der Neuen Rechten. Seit 2020 existiert ein gleichnamiges Nachfolgeprojekt als Internetmedium. Seit 2022 gibt es mit den Ausgaben Nr. 52 und 53 auch wieder Printversionen.

## Geschichte
Die Gründung der Wir selbst geht auf das Jahr 1978 zurück. Siegfried Bublies (* 1953), damals Mitglied der Nationaldemokratischen Partei Deutschlands (NPD) und stellvertretender Landesvorsitzender der rheinland-pfälzischen Jungen Nationaldemokraten (JN), versuchte zunächst, seine Partei auf einen „grünen Kurs“ zu bringen und gründete 1978 mit weiteren JN-Mitgliedern die Grüne Zelle Koblenz mit dem Ziel, auf den Parteibildungsprozess der Grünen Einfluss zu nehmen. Die nationalrevolutionär ausgerichtete Zelle gab als Organ die Grüne Fahne heraus. Im Sommer 1979 verließen Bublies und seine Mitstreiter der Grünen Zelle die NPD und gründeten im Dezember 1979 die Zeitschrift Wir selbst. Der Titel war die deutsche Übersetzung des Namens der irisch-republikanischen Partei Sinn Féin. Siegfried Bublies war Herausgeber und leitender Redakteur der zweimonatlichen Zeitschrift, die zunächst mit dem Untertitel Zeitschrift für Nationale Identität erschien. Von Mai/Juni 1983 bis November 1986 lautete der Untertitel Zeitschrift für nationale Identität und internationale Solidarität, ab Ausgabe 1/1987 bis 3/4 1990 Zeitschrift für Politik und Kultur und seit der Ausgabe 1/1991 bis zur letzten Ausgabe 1/2002 erneut in einer Variation als Zeitschrift für nationale Identität. Sitz der Zeitschrift war bis 1997 Koblenz, ab 1998 Schnellbach, Sitz des Siegfried Bublies Verlags. Wir selbst hatte einen Umfang von zirka 40 Seiten und erschien zeitweise unregelmäßig mit einer Auflage von etwa 4.000 Exemplaren. Der Redaktion gehörten neben Siegfried Bublies unter anderem Peter Bahn, Gerhard Quast, Roland Wehl, Elfriede Fink und Marcus Bauer an, die – zum Teil unter Pseudonymen – Artikel veröffentlichten.
Seit 2004 existiert ein Nachfolgeprojekt mit dem Namen Volkslust. Im Jahr 2020 wurde der alte Name vom Internet-Nachfolgemedium wir-selbst.com wiederbelebt.

## Ausrichtung
Die vom Werk Henning Eichbergs beeinflusste Wir selbst sah sich selbst in der Tradition der historischen Nationalrevolutionäre und versuchte ausdrücklich, sowohl in die demokratische Rechte als auch in die demokratische Linke hineinzuwirken bzw. einen Brückenschlag zur linken Protestbewegung zu erreichen. Einige Autoren wie Baldur Springmann stammten aus der Ökologiebewegung der 1970er Jahre, orientierten sich aber im Gegensatz zur Mehrheit politisch rechts bis rechtsextrem.
Zu den Themen der Zeitschrift gehörten Ökologie, Regionalismus, Kapitalismuskritik und „Befreiungsnationalismus“. In dem Blatt wurde ein Sonderweg zwischen Kapitalismus und Kommunismus propagiert. Ihrer antiwestlichen Einstellung lag die These von der Verdrängung der Volkskulturen durch den (US-amerikanischen) Neokolonialismus zugrunde (siehe auch Antiamerikanismus).
In den 1980er Jahren fiel die Zeitschrift insbesondere durch ihre engen Bindungen zum libyschen Revolutionsführer Muammar al-Gaddafi auf, der ihr 1983 ein langes Interview gab. Daneben arbeitete sie auch mit anderen Zeitschriftenprojekten wie Zeitenwende und vor allem der Jungen Freiheit zusammen.

## Autoren
Autoren, die in der Wir selbst publizierten (Bezeichnungen übernommen von der Website der Zeitschrift):
- Herbert Ammon (SPD)
- Rudolf Bahro (Philosoph, prominenter DDR-Dissident)
- Horst Mahler (Publizist)
- Frank Böckelmann (Publizist)
- Joseph Beuys (Künstler)
- Peter Brandt (Sohn des früheren Bundeskanzlers und Prof. für Neuere Geschichte in Hagen)
- Konrad Buchwald, Professor
- Paulus Buscher (Edelweißpirat, im Dritten Reich Häftling im Jugend-KZ Köln-Ehrenfeld, nach 1945 Mitbegründer der VVN – Vereinigung der Verfolgten des Naziregimes)
- Wolf Deinert (Schriftsteller, DDR-Dissident)
- Hellmut Diwald (Historiker)
- Peter Dudek (Antifaschismusforscher)
- Irenäus Eibl-Eibesfeldt (Verhaltensforscher, Professor und langjähriger Mitarbeiter des Max-Planck-Instituts für Verhaltensphysiologie)
- Henning Eichberg (Kultursoziologe, lehrte in Dänemark)
- Ernst Elitz (Fernsehmoderator)
- Hans Magnus Enzensberger (Schriftsteller)
- Siegmar Faust (Schriftsteller, ehemaliger DDR-Häftling)
- Bernhard Friedmann (ehemaliger CDU-Bundestagsabgeordneter)
- Friedrich Karl Fromme (ehemaliger FAZ-Redakteur)
- Walter Grab (israelischer Historiker)
- Herbert Gruhl (ehemaliger Bundesvorsitzender der ÖDP)
- Sebastian Haffner (Publizist)
- Agnes Heller (ungarische Philosophin)
- Eike Hennig (Politikwissenschaftler)
- Wolli Herber (ehemaliger Kulturdezernent und Stadtrat in Wiesbaden, SPD)
- Gertrud Höhler (Literaturwissenschaftlerin, Unternehmensberaterin)
- Janosch (Kinderbuchautor)
- Gerd-Klaus Kaltenbrunner (Philosoph und Schriftsteller)
- Günter Kießling (General a. D.)
- Freya Klier (Autorin und Regisseurin, Mitbegründerin der Friedensbewegung in der DDR)
- Arno Klönne (SPD)
- Detlev Kühn (ehemaliger Präsident des Gesamtdeutschen Institutes)
- Reiner Kunze (Lyriker)
- Peter Joachim Lapp (Deutschlandfunk)
- Jochen Löser (Generalmajor der Bundeswehr)
- Günter Maschke (Schriftsteller, früher: „Subversive Aktion“ und SDS)
- Alfred Mechtersheimer (Ex-Mitglied des Bundestages für die Fraktion der Grünen)
- Lennart Meri (Staatspräsident der Republik Estland ab 1992)
- Günther Nenning (Fernsehmoderator und Schriftsteller, Mitglied der SPÖ)
- Günter Platzdasch (Jurist/Journalist – 1986–1990 im Mitarbeiterverzeichnis/Impressum)
- Sieghard Pohl (DDR-Oppositioneller, Maler, Graphiker, Publizist)
- Otfried Preußler (Kinderbuchautor)
- Bernd Rabehl (Professor, ehemaliger SDS-Aktivist)
- Johann Scheringer (Fraktionsvorsitzender der PDS-Fraktion des Landtages in Mecklenburg-Vorpommern)
- Richard Schröder (SPD, früher Fraktionschef der SPD in der letzten DDR-Volkskammer, Prof. an der Theologischen Fakultät der Humboldt-Universität in Berlin)
- Theodor Schweisfurth (SPD, Völkerrechtler)
- Wolfgang Seiffert (Völkerrechtler, SPD)
- Baldur Springmann (Ökobauer und Mitbegründer der Grünen)
- Rolf Stolz (früher im Bundesvorstand der Grünen)
- Arno Surminski (Schriftsteller)
- Wolfgang Venohr (Schriftsteller und Filmemacher)
- Gerd Vonderach (Regionalismus-Experte)
- Roland Wehl (Publizist)
- Bernard Willms (Professor für Politikwissenschaft, Lehrstuhl Ruhr-Universität Bochum)
- Alfred M. de Zayas (Völkerrechtler, derzeit tätig für die UNO)
- Jean Ziegler (Professor für Soziologie an der Universität Genf)
- Dieter E. Zimmer (Redakteur der Wochenzeitung Die Zeit)

## Interviewpartner
Bekannte Interviewpartner
- Gerry Adams (Vorsitzender der irischen Partei Sinn Féin)
- Olaf Dinné (ehemaliger Abgeordneter der Bremer Grünen Liste)
- Abdallah Frangi (Vertreter der PLO in Bonn, heute: Berater des palästinensischen Präsidenten Abbas)
- Muammar al-Gaddafi (libyscher Revolutionsführer)
- Ali Homam Ghasi (kurdischer Politiker und Berater Öcalans)
- Martin McGuinness, (ehemaliger Chef der IRA) – falsche Angabe von der Wir selbst-Website übernommen
- Arno Klönne (Professor für Soziologie in Paderborn – Ein Gespräch über Volk und Souveränität)
- Hartmut Koschyk (ehemaliger Generalsekretär des Bundes der Vertriebenen, heute Parlamentarischer Staatssekretär im Bundesfinanzministerium)
- Detlef Kühn (ehemaliger Präsident des Gesamtdeutschen Instituts)
- Preben Lange (Inuit, ehemaliger grönländischer Abgeordneter im dänischen Parlament)
- Rüdiger Nehberg (Weltreisender, Abenteurer und Aktivist für die Gesellschaft für bedrohte Völker, setzt sich besonders für die Yanomami-Indianer ein)
- Otfried Preußler (Kinderbuchautor)
- Najibullah Roshan (afghanischer Widerstandskämpfer gegen die sowjetischen Besatzungstruppen)
- Richard Scheringer (viele Jahre Vorstandsmitglied der DKP, ehemaliger Nationalsozialist, der 1931 der KPD beitrat)